# فرانسیس اسمیرکی
فرانسیس اسمیرکی (فرانسوی: Francis Smerecki‎; ۲۵ ژوئیهٔ ۱۹۴۹ – ۷ ژوئن ۲۰۱۸) بازیکن فوتبال سابق و مربی فوتبال فعلی، اهل فرانسه بود.
از باشگاه‌هایی که در آن بازی کرده‌است می‌توان به باشگاه فوتبال لو مان اشاره کرد.